# David Strathairn
David Russell Strathairn (* 26. leden 1949, San Francisco, Kalifornie) je americký filmový a divadelní herec.

## Počátky
Narodil se v San Franciscu do rodiny zdravotní sestry Mary Frances a lékaře Thomase Scotta Strathairna Jr. Díky svým prarodičům má skotský a havajský původ. Studoval na různých školách v Kalifornii a Massachusetts a jeho původním povoláním je klaun, díky čemuž vystupoval v nejednom cirkusu.

## Kariéra
Před kamerou se objevil poprvé v roce 1979 a to konkrétně ve filmu Návrat do Secaucusu. Následně jsme jej mohli vidět v několika výrazných filmových rolích. K nejúspěšnějším snímkům, do kterých byl obsazen, patří filmy jako Silkwoodová, Matewan, Dominick a Eugene, Memphiská kráska, Slídilové, L. A. - Přísně tajné, Simon Birch, Harrisonovy květy či Bourneovo ultimátum.
Největší jméno si udělal především v roce 2005, kdy jej George Clooney obsadil do filmu Dobrou noc a hodně štěstí, kde si zahrál známého novináře Edwarda R. Murrowa. Za tuto roli byl nominován na Oscara i Zlatý Globus.
Spatřit jsme jej mohli v několika seriálech, ke kterým patří Dr. House nebo Rodina Sopránů.
Věnuje se také divadelnímu herectví a to především v New Yorku.

## Ocenění
V roce 1992 získal za roli ve filmu Město naděje cenu Independent Spirit Award. Za roli v televizním filmu Temple Grandinová si v roce 2010 odnesl ceny Emmy a Satellite Award.
Za svou kariéru byl nominován na celkem 19 ocenění, ke kterým patří i neproměněné nominace na Oscara a Zlatý globus za roli ve filmu Dobrou noc a hodně štěstí.

## Osobní život
V roce 1980 si vzal za ženu Logan Goodman, zdravotní sestřičku, se kterou žije dodnes. Mají spolu dva syny. Tay Strathairn je hudebníkem a hercem, druhý syn Ebberly je vystudovaný architekt a hráč lakrosu.

## Filmografie

### Filmy
- 1979 – Návrat do Secaucusu
- 1983 – Nemocný láskou, Enormous Changes at the Last minute, Silkwoodová
- 1984 – Člověk z ledu, Bratr z jiné planety
- 1985 – Volání divočiny
- 1986 – Tváří v tvář smrti
- 1987 – Matewan
- 1988 – Pravý Američan, Dominick a Eugene, Call me, Osm mužů z kola ven
- 1989 – Rodinná exploze
- 1990 – Memphiská kráska
- 1991 – Město naděje
- 1992 – Big Girls Don't Cry...They Get Even, Velké vítězství, Bob Roberts, Slídilové, Skutečný život v Belle Reve
- 1993 – April One, Ztraceni navždy, Firma, Nebezpečná žena
- 1994 – Divoká řeka
- 1995 – Ztracený Izaiáš, Dolores Claiborneová, Domů na svátky
- 1996 – Matka noc
- 1997 – Song of Hiawatha, L. A. – Přísně tajné, Špatné způsoby
- 1998 – The Climb, With Friends Like These..., Simon Birch, Meschugge
- 1999 – Sen noci Svatojánské, Jezero zapomnění, Mapa mého světa
- 2000 – A Good Baby, Harrisonovy květy
- 2001 – Ball in the House, The Victim
- 2002 – Speakeasy, Modré auto
- 2004 – Klíč k vraždě
- 2005 – Missing in America, Dobrou noc a hodně štěstí, Ta známá Bettie Page
- 2006 – Ocelové boty, The Shovel, Pád nebes, The Sensation of Sight, Návrat na vrchol
- 2007 – Okamžik zlomu, Racing Daylight, Moje borůvkové noci, Bourneovo ultimátum, Matters of Life and Death
- 2008 – Kronika rodu Spiderwicků
- 2009 – Kisses over Babylon, Duše Paula Giamattiho, Nezvaná
- 2010 – Kvílení, The Tempest, The Whistleblower
- 2011 – No God, No Master

### Televizní filmy
- 1987 – Porušený slib
- 1989 – Den první
- 1990 – Horká vlna, Judgment
- 1991 – Syn jitřní hvězdy, Lethal Innocence, Bez varování: Skutečný příběh Jamese Bradyho
- 1992 – O Pioneers!
- 1993 – The American Clock
- 1996 – Beyond the Call
- 1997 – Za soumraku
- 1998 – Svědectví krve
- 2000 – Píseň svobody, Vychovatelka
- 2002 – Stroj rajské pohody, Muž, který prodal Ameriku
- 2004 – Paradise
- 2006 – Take 3
- 2010 – Matadors, Temple Grandinová

### Seriály
- 1985 – Miami Vice
- 1987 – Spenser: For Hire, Another World
- 1988 – The Equalizer
- 1988–1991 – The Days and Nights of Molly Dodd
- 1990 – Wiseguy
- 1993–2005 – American Masters
- 2001 – Big Apple
- 2004 – Rodina Sopránu
- 2007 – The Supreme Court
- 2008 – Můj přítel Monk
- 2009 – The American Experience
- 2010 – Dr. House
- 2011 – Alphas